# Чемпионат Азии по самбо 2016
Чемпионат Азии по самбо 2016 года прошёл в городе Ашхабаде (Туркменистан) 26 — 30 мая.

## Медалисты

### Мужчины
| Весовая категория | Золото                            | Серебро                             | Бронза                                                             |
| ----------------- | --------------------------------- | ----------------------------------- | ------------------------------------------------------------------ |
| до 52 кг          | Саттар Ергешов · Узбекистан       | Максутжон Авлиакулов · Туркменистан | Ермек Ахматов · Кыргызстан Болатбек Раимкулов · Казахстан          |
| до 57 кг          | Керим Аллануров · Туркменистан    | Алмас Сулейменов · Казахстан        | Азамат Файзуллоев · Узбекистан Даврон Маразыков · Кыргызстан       |
| до 62 кг          | Бегли Меретгелдиев · Туркменистан | Белек Бараканов · Кыргызстан        | Хюн Нхат Тонг · Вьетнам Анвари Фаридон · Афганистан                |
| до 68 кг          | Наурызбек Майлашев · Казахстан    | Аскарбек Хайруллаев · Узбекистан    | Ниязмурад Шахмурадов · Туркменистан Таджбик Мансурбек · Афганистан |
| до 74 кг          | Хамроз Раджабов · Таджикистан     | Урмат Мабеджанулы · Кыргызстан      | Рахат Байашимов · Туркменистан Вераханиже Туситха · Шри-Ланка      |
| до 82 кг          | Тежен Теженов · Туркменистан      | Фарух Джумаев · Узбекистан          | Павел Гончаров · Кыргызстан Еламан Койшыбаев · Казахстан           |
| до 90 кг          | Алибек Зекенов · Казахстан        | Мерген Жораев · Туркменистан        | Немат Ёкубов · Узбекистан Азамат Казакбаев · Кыргызстан            |
| до 100 кг         | Максат Исагабылов · Казахстан     | Илгиз Каналбекулы · Кыргызстан      | Ираж Амирхани · Иран Нурали Ялкапов · Туркменистан                 |
| свыше 100 кг      | Ходходи Абкенар Бехнар · Иран     | Олим Кудайкулов · Узбекистан        | Ерасыл Кажыбаев · Казахстан Назар Дурдиев · Туркменистан           |

### Женщины
| Весовая категория | Золото                            | Серебро                         | Бронза                                                          |
| ----------------- | --------------------------------- | ------------------------------- | --------------------------------------------------------------- |
| до 48 кг          | Маргарита Филипова · Туркменистан | Надира Гулова · Узбекистан      | Дилани Мараппулдзе · Шри-Ланка                                  |
| до 52 кг          | Гульнур Ерболова · Казахстан      | Хурма Абдиева · Туркменистан    | Эльза Абдыкадырова · Кыргызстан Жаясундара Динушика · Шри-Ланка |
| до 56 кг          | Маликабону Мирзаева · Узбекистан  | Махри Ахмурадова · Туркменистан | Бегайым Каныбеккызы · Кыргызстан Жансая Мурат · Казахстан       |
| до 60 кг          | Зухра Мадраимова · Туркменистан   | Гулноза Зияева · Узбекистан     |                                                                 |
| до 64 кг          | Гульнар Хайытбаева · Туркменистан | Динара Жумабаева · Казахстан    | Динеша Ситисекара · Шри-Ланка Гульчехра Маманова · Узбекистан   |
| до 68 кг          | Дильдаш Куришбаева · Казахстан    | Мария Лахова · Туркменистан     | Сунита Рани · Индия Нармада Ходизуакку · Шри-Ланка              |
| до 72 кг          | Зере Бектаскызы · Казахстан       | Гаухер Атдаева · Туркменистан   | Нилуфар Давлетова · Узбекистан Дилбар Султонова · Таджикистан   |
| до 80 кг          | Актолкын Смаганбетова · Казахстан | Гунча Мудярова · Туркменистан   | Мафтура Есанова · Узбекистан Кундыз Айбеккызы · Кыргызстан      |
| свыше 80 кг       | Актолкын Смаганбетова · Казахстан | Гунча Мудярова · Туркменистан   | Мафтура Есанова · Узбекистан Кундыз Айбеккызы · Кыргызстан      |

### Боевое самбо
| Весовая категория | Золото                                | Серебро                            | Бронза                                                                  |
| ----------------- | ------------------------------------- | ---------------------------------- | ----------------------------------------------------------------------- |
| до 52 кг          | Баглан Абдразак · Казахстан           | Рахмаджон Ахмедов · Узбекистан     | Мухамедали Аргешов · Кыргызстан Шухрат Оразгелдиев · Туркменистан       |
| до 57 кг          | Ахмет Танрибердиев · Туркменистан     | Аманат Алтынбекулы · Кыргызстан    | Ислам Искендеров · Узбекистан Нуркен Домбаев · Казахстан                |
| до 62 кг          | Шерзодбек Расулов · Узбекистан        | Керимберди Довлетов · Туркменистан | Иман Пажоухиден · Иран Жалынбек Токтабайулы · Кыргызстан                |
| до 68 кг          | Абдулла Бабаев · Туркменистан         | Зафар Аллабергенов · Узбекистан    | Мирага Мухаммед Нур · Афганистан Масуд Ходрати · Иран                   |
| до 74 кг          | Истам Кудратов · Узбекистан           | Акай Акаралиулы · Кыргызстан       | Шримал Родриго Басзижан · Шри-Ланка Арслан Хояназаров · Туркменистан    |
| до 82 кг          | Ержан Кбделов · Казахстан             | Сувхан Овасгелдиев · Туркменистан  | Айоб Фахими · Иран Санжар Нематов · Узбекистан                          |
| до 90 кг          | Райхан Мади · Казахстан               | Ильхомжан Юлдашев · Узбекистан     | Бабамурад Юлдашев · Кыргызстан Сайерфурхаман Джонесурахман · Афганистан |
| до 100 кг         | Чаримурат Аннакурбанов · Туркменистан | Жаксылык Такин · Кыргызстан        | Айболат Муратулы · Казахстан Аббас Ализаде · Иран                       |
| свыше 100 кг      | Бегенч Бегалиев · Туркменистан        | Елдар Гулямов · Узбекистан         | Хамед Аббаси · Иран                                                     |